# Экоимпериализм
Экоимпериализм — современная форма империализма, при которой развитые страны мира при помощи неправительственных экологических организаций блокируют право национальных администраций (элит периферии) распоряжаться природными ресурсами под предлогом защиты окружающей среды. При таком подходе форма эксплуатации недр местными элитами объявляется нерациональной и потенциально опасной для человечества, мировые информагентства формируют негативный образ периферийной элиты и на неё оказывается давление. Помимо блокирования эксплуатации ресурсов, экоимпериалистическая стратегия может быть использована для сдерживания индустриализации развивающихся стран, что приводит к торможению развития и фактической консервации «бедного Юга». Также экологические организации могут использоваться для блокирования экономической деятельности конкурентов.
Термин введён Полом Дриссеном в книге «Экоимпериализм: зелёная энергия, чёрная смерть» 2003.